# Распространение буддизма на Великом шёлковом пути
Проникновение буддизма в ханский Китай по Шёлковому пути началось в первом или втором веке нашей эры. Первые задокументированные попытки буддийских монахов (все некитайцы) относятся ко второму веку нашей эры, вероятно, в результате экспансии Кушанской империи на китайскую территорию в Таримской котловине. С четвёртого века и далее, после паломничества (395—414) и позже путешествия Сюаньцзана (629—644), китайские паломники начали путешествовать в северную Индию, источник буддийских учений для доступа к оригинальным писаниям.
Большинство земель, через которые проходила дорога, соединяющая Северную Индию и Китай, в то время находились под властью буддийской Кушанской империи, а позднее — эфталитов, см. также Гандхара.
Позже, в VII веке, тантрический буддизм или ваджраяна пришёл в Китай из Индии. Точно так же в VIII веке тибетский буддизм утвердился как часть ваджраяны. Однако в это время роль Шёлкового пути как моста для передачи буддизма начала снижаться, поскольку мусульмане завоевали Мавераннахр, что привело к возникновению Уйгурского каганата через 40 лет в VIII веке. В то время буддизм в Индии находился в упадке из-за исламского вторжения на Индийский субконтинент, с одной стороны, и возрождения пуранского индуизма, с другой. В то же время в IX веке в династии Тан китайский буддизм подвергался гонениям, но не раньше, чем он начал давать начало буддийским традициям в Корее и Японии.

## Передача буддизма

### Первые контакты
Буддизм приходит в Китай через Шёлковый путь. Его привезли буддийские монахи, которые путешествовали по этому пути с торговцами и распространяли новое учение. Прибыльная торговля шёлком по этому маршруту началась с династии Хань (206 г. до н. э. — 220 г. н. э.) во время системы эллинистических царств, основанных Александром Македонским (323 г. до н. э. — 63 г. до н. э.) и торговых связей, протянувшихся от Средиземноморья до территории современных Афганистана и Таджикистана и Александрии Эсхаты на границе с Китаем. Могущественное Греко-Бактрийское царство (250 г. до н. э. — 125 г. до н. э.) на территории современного Афганистана, а позднее Индо-греческое царство (180 г. до н. э. — 10 г.) исповедовало греко-буддизм и почти 300 лет были первым центром на Шёлковом пути.
Прохождение буддизма в Китай по Шёлковому пути началось в I веке нашей эры с полулегендарной помощи миссии, посланной на запад китайским императором Минь из династии Хань (58-75):
Можно сделать вывод, что путешественники и паломники несли буддизм по Шёлковому пути, но началось ли это в самый ранний период открытия этих дорог около 100-го года новой эры — вопрос, который должен оставаться открытым. Самые ранние прямые свидетельства присутствия буддистов относятся к первому веку, но они включают агиографические элементы и не обязательно надёжны или точны.
Однако обширные контакты начались во II веке, вероятно, в результате экспансии греко-буддийской Кушанской империи на китайскую территорию в Таримской котловине усилиями многочисленных буддийских монахов на китайских землях. Первые миссионеры и переводчики на китайский язык были выходцами из Парфянского царства, Кушанского царства, Согдианы или тохарами.

### Миссии в Центральной Азии
В середине второго века Кушанское царство под управлением царя Канишки I со столицей Пурушапура (ныне пакистанский город Пешавар) расширилась до Средней Азии и за пределы Кашгарской, Хотанской и Яркендской областей в Таримской котловине современного Синьцзяна. В результате активизировались культурные обмены, и вскоре начались активные буддийские миссии в Центральной Азии. Особо выделяются переводчики из таких городов, как Лоян и Нанкин. Были представлены тексты как хинаяны, так и махаяны. С тех пор известно тридцать семь переводчиков, в том числе:
- Ань Шигао, парфянский князь, сделавший первые известные переводы текстов хинаяны на китайский язык (148—170).
- Локакшема — буддийский монах из Кушанского царства, который первым перевёл тексты махаяны на китайский язык (167—186).
- Цзи Яао (ок. 185 г.) — кушанский монах из второго поколения переводчиков после Локасемы.
- Цзи Куан (220—252) — кушанский монах, дед которого поселился в Китае в 168—190 гг.
- Дхармаракша (265—313), кушанец, чья семья из поколения в поколение жила в Дуньхуане.
- Кумараджива (ок. 402 г.) был монахом из Кучи, одним из самых важных переводчиков.
- Фотуден, среднеазиатский монах IV века, ставший советником китайского двора.
- Бодхидхарма (440—528), основатель школы Чань и легендарный создатель физической культуры в монастыре Шаолинь, привёл к созданию шаолиньского кунг-фу.
- Джнанагупта (561—592), монах и переводчик из Гандхары.
- Шикшананда (652—710), монах из Уддияны, Гандхара.
- Праджна, монах и переводчик из Кабула, жил около 810 г. Он преподавал санскритские тексты японцу Кукаю, будущему основателю школы Сингон.

### Ранние переводы
Первые задокументированные переводы буддийских текстов на китайский язык появились в 148 году нашей эры с приходом монаха Ань Шигао, бывшего парфянского князя. Он начал организовывать строительство храмов в Лояне и перевод буддийских текстов на китайский язык, и это стало началом волны активного распространения буддизма в Центральной Азии, которая продолжалась и в последующие столетия. Шигао переводит основные буддийские учения, буддийские медитации и абхидхарму. Ань Цзуань — светский практик, который работал с Ань Шигао и переводил ранние тексты махаяны о пути бодхисаттвы.
Учение махаяны широко распространял кушанский монах Локакшема, прибывший из древнего буддийского царства Гандхара между 164 и 186 годами. Локакшема переводит важные сутры махаяны, такие как сутра Праджняпарамита, а также редкие ранние сутры махаяны по таким темам, как самадхи и медитация на Будду Акшобхья. Эти ранние переводы Локакшемы дают представление о раннем периоде махаяны.

### Роль торговцев
В V—VI веках важную роль в передаче религиозных идей, в том числе буддийских, играли купцы. Купцы открыли в буддизме морально-этические учения, которые оказались привлекательной альтернативой прежним религиям. В результате торговцы начали содержать буддийские монастыри вдоль Шёлкового пути. Взамен монастыри предоставили им места для проживания на дороге между городами, а купцы стали по-своему распространять буддизм. Торговцы также помогают создать диаспору среди сообществ, с которыми они сталкиваются на своем пути, и со временем они становятся буддийскими культурами. Впоследствии такие общины стали центром литературы и культуры с хорошо организованными рынками, жильём и приютами. По сути, передача буддизма по Шёлковому пути прекратилась примерно в седьмом веке из-за подъёма ислама в Центральной Азии.

### Упадок
Упадок буддизма в Центральной Азии начался в седьмом веке с завоеванием Мавераннахра мусульманами. Переломным моментом стала битва при Таласе в 751 году. Эти события также привели к исчезновению местной тохарской буддийской культуры в бассейне Тарима в VIII веке.
Начиная с девятого века, различные уцелевшие буддийские школы в Китае начали развиваться независимо друг от друга. Энергичная китайская культура постоянно впитывала буддийские учения, пока в конце концов не развился сильный китайский партикуляризм.
В восточной части Таримской котловины центральноазиатский буддизм пережил следующий средневековый период как религия уйгуров. Буддизм стал одной из религий Монгольской империи и Чагатайского улуса, а через ойратов он со временем стал религией калмыков, поселившихся вдоль Каспийского моря в XVII веке.